# Џулија Ен
Џулија Ен (енгл. Julia Ann), рођена као Џулија Тавела (енгл. Julia Tavella), Глендејл, Калифорнија, 8. октобра 1969, америчка је порнографска глумица и стриптизета.

## Каријера
Каријеру порно-глумице започела је 1993. године. Први ексклузивни уговор потписала је са продуцентском кућом „Вивид ентертејнментом“. Касније је имала уговоре са Диџитал плејграунд (1999) и Викед пикчерс (2002). Наступила је у више од 400 порно-филмова.

## Награде
- 1994: AVN Best All-Girl Sex Scene – Film for Hidden Obsessions[2]
- 1994: XRCO Best Girl-Girl Scene for Hidden Obsessions[3]
- 2000: AVN Best All-Girl Sex Scene – Film for Seven Deadly Sins[2]
- 2004: AVN Best Actress – Video for Beautiful[2]
- 2004: AVN Hall of Fame Inductee
- 2009: XRCO MILF of the Year[4]
- 2010: AVN Best Makeup for The 8th Day[5]
- 2010: AVN MILF/Cougar Performer of the Year[5]
- 2011: AVN MILF/Cougar Performer of the Year
- 2011: XRCO MILF of the Year
- 2012: XRCO Hall of Fame Inductee
- 2013: AVN MILF/Cougar Performer of the Year[6]
- 2013: NightMoves Best MILF Performer (Fan's Choice)
- 2014: XBIZ MILF Performer of the Year

## Филмографија
- Hidden Obsessions (1992)
- Diary of Casanova (1993)
- Fantasy Women (1993)
- Les Femmes Erotique (1993)
- Pussyman 3 (1993)
- Pussyman 4 (1993)
- Raunch 9 (1993)
- Seduction of Julia Ann (1993)
- Adult Video News Awards 1994 (1994)
- Blondage (1994)
- Conquest (1994)
- Elements Of Desire (1994)
- Overtime: Dyke Overflow (1994)
- Pink Lady Detective Agency: Case of the Twisted Sister (1994)
- Stiff Competition 2 (1994)
- Taboo 13 (1994)
- Wild Things 4 (1994)
- Adult Affairs (1995)
- Adult Video News Awards 1995 (1995)
- Drive In Dreams (1995)
- Return Engagement (1995)
- Sex And Money (1995)
- Where the Boys Aren't 6 (1995)
- Where the Boys Aren't 7 (1995)
- Adult Video News Awards 1996 (1996)
- Heist (1996)
- Janine: Extreme Close Up (1996)
- Julia Ann Superstar (1996)
- Bad Behaviour (1997)
- Blondage: Extreme Close Up 4 (1998)
- Kobe's Tie (1998)
- Blondage 3 (1999)
- Dreamwagon: Inside The Adult Film Industry (1999)
- Heat of the Moon (1999)
- Pipe Dreams (1999)
- Seven Deadly Sins (1999)
- Speedway (1999)
- Basically Julia Ann And Becca Too (2000)
- Best of the Vivid Girls 30 (2000)
- Island Fever 1 (2000)
- My First Porno (2000)
- Pussyman's Sexiest Ladies Of Porn 1 (2000)
- Secret Party (2000)
- Virtual Sex With Julia Ann (2000)
- Where the Boys Aren't 12 (2000)
- Where the Boys Aren't 13 (2000)
- Beautiful / Nasty 1 (2001)
- Creating Kate (2001)
- Deep Inside Jenna Jameson (2001)
- Jenna: Extreme Close Up (2001)
- Nikki Dial: Extreme Close Up (2001)
- On The Ropes (2001)
- Roadblock (2001)
- Vajenna (2001)
- Wicked Whispers (2001)
- Adult Video News Awards 2002 (2002)
- Cheyenne Silver Uncensored (2002)
- Class Act (2002)
- Contract (2002)
- Deep Inside Christy Canyon (2002)
- Devinn Lane Show 3: Attack of the Divas (2002)
- Girls Only: Janine (2002)
- Girls Only: Strapped On (2002)
- Hercules (2002)
- Jenna Jameson Revealed (2002)
- Jenna Jameson Untamed (2002)
- Paradise Lost (2002)
- Perfect (2002)
- Porn Star (2002)
- Sex Magician (2002)
- Sex On Film (2002)
- Turning Point (2002)
- Ultimate Firsts (2002)
- Young Jenna (2002)
- Young Julia Ann (2002)
- Adult Video News Awards 2003 (2003)
- Assignment (2003)
- Beautiful (2003)
- Love And War (2003)
- Pin-ups (2003)
- Sex Trials (2003)
- Way You Kiss Me (2003)
- XXX Factor (2003)
- Adult Video News Awards 2004 (2004)
- Award Winning Sex Scenes (2004)
- Confessions Of An Adulteress (2004)
- Feel The Heat (2004)
- Haulin' Ass (2004)
- Housewives (2004)
- Killer Sex and Suicide Blondes (2004)
- KSEX Games 2004 (2004)
- Signature Series 10: Shayla LaVeaux (2004)
- Valley 911 (2004)
- Wicked Divas: Julia Ann (2004)
- Wicked Divas: Stormy (2004)
- Writer's Block (2004)
- Adult Video News Awards 2005  (2005)
- American Dreams (2005)
- Big Ass Orgy (2005)
- Clam Smackers (2005)
- Guide to Eating Out (2005)
- Internal Affairs (2005)
- Jack's Playground 29 (2005)
- Revenge of the Dildos (2005)
- Secret Lives Of Porn Stars (2005)
- Sex University (2005)
- Blue Collar Fantasies (2006)
- Breast Obsessed (2006)
- Julia Ann: Hardcore (2006)
- Missionary Impossible (2006)
- On Golden Blonde (2006)
- Touched (2006)
- Around The World In Seven Days  (2007)
- Blonde Legends (2007)
- Butt I Like It (2007)
- Jack's Big Tit Show 4 (2007)
- Love Always (2007)
- Melt (2007)
- Naughty America: 4 Her 3 (2007)
- Rapture in Blue (2007)
- Reflexxxions (2007)
- Time After Time (2007)
- All About Me 2 (2008)
- All Alone 4 (2008)
- American MILF 2: Enter the Cougar (2008)
- Big Booty Moms 2 (2008)
- Big Tits At Work 3 (2008)
- Black Owned 3 (2008)
- Blow Me Sandwich 13 (2008)
- Cougar Club 1 (2008)
- Dick Served for Dinner (2008)
- Dirty Over 30 2 (2008)
- Dirty Rotten Mother Fuckers 2 (2008)
- Filthy 3 (2008)
- Frosty The Snow Ho (2008)
- Hand to Mouth 7 (2008)
- Identity (2008)
- It's a Mommy Thing 4 (2008)
- MILF Magnet 1 (2008)
- MILF Next Door 4 (2008)
- Mother Load 4 (2008)
- Naughty Office 14 (2008)
- Office Party Fucking (2008)
- Oil Overload 2 (2008)
- Porn Fidelity 15 (2008)
- Seasoned Players 6 (2008)
- When MILFs Attack (II) (2008)
- Big Boob Orgy 2 (2009)
- Big Tits Boss 8 (2009)
- Big Wet Asses 15 (2009)
- Busty Housewives 2 (2009)
- Chain Gang 2 (2009)
- Cheating Housewives 6 (2009)
- Da Tronista a Trombista (2009)
- Diaries of a Wife Gone Black 2 (2009)
- Doll House 5 (2009)
- Double Decker Sandwich 13 (2009)
- Dreamgirlz 2 (2009)
- Erotic Stories: Lovers and Cheaters 3 (2009)
- Field of Schemes 3 (2009)
- Four Finger Club 27 (2009)
- Girlvana 5 (2009)
- Golden Globes 1 (2009)
- Interactive Sex with Lisa Ann (2009)
- Julia Ann: MILF Trainer (2009)
- Just Tease 1 (2009)
- Kittens and Cougars 1 (2009)
- Legends of the Game (2009)
- Lesbian Adventures: Victorian Love Letters (2009)
- Lesbian Seductions 25 (2009)
- Marie Luv's Go Hard or Go Home (2009)
- Masturbation Nation 4 (2009)
- MILF Legends 2 (2009)
- MILF Squad (2009)
- MILF Wars: Julia Ann vs Lisa Ann (2009)
- MILFs Like It Big 3 (2009)
- Moms a Cheater 9 (2009)
- More MILF Please (2009)
- Mother Suckers 1 (2009)
- Mother-Daughter Exchange Club 9 (2009)
- Mrs. Demeanor (2009)
- My Friend's Hot Mom 17 (2009)
- No Man's Land MILF Edition 3 (2009)
- POV Centerfolds 8 (2009)
- POV Jugg Fuckers 2 (2009)
- Real Wife Stories 5 (2009)
- Strip Tease Then Fuck 11 (2009)
- Superstar MILFs (2009)
- Twisted Passions 4 (2009)
- Wet 1 (2009)
- Wet Dreams Cum True 7 (2009)
- What Gets You Off 4 (2009)
- When Ginger Met Nina: Girls' Night Out (2009)
- White Mommas 2 (2009)
- Women Seeking Women 50 (2009)
- Yo Mama's a Freak 5 (2009)
- Any Way You Want It (II) (2010)
- Babes Illustrated 19 (2010)
- Babes Illustrated 20 (2010)
- Big Tits In Sports 3 (2010)
- Big Wet Asses 17 (2010)
- Blacks on Cougars 3 (2010)
- Blondes Take It Black 2 (2010)
- Bludreams 2 (2010)
- Bonny and Clide (2010)
- Brazzers Presents: The Parodies 1 (2010)
- Brother Load 2 (2010)
- Cougar's Prey 5 (2010)
- Cuckold Sessions 3 (2010)
- Delicate Beauty (2010)
- Golden Girls: A XXX MILF Parody (2010)
- Hardcore Gamblers (2010)
- Hose Hoes 2 (2010)
- Hustler's Untrue Hollywood Stories: Miley Cyrus' 18th Birthday (2010)
- Interns 1 (2010)
- Legends and Starlets 4 (2010)
- Lesbian House Hunters 2 (2010)
- Lesbian Psycho Dramas 2 (2010)
- Lip Service (2010)
- Mere et sa fille (2010)
- MILF Legends 3 (2010)
- Mommy X-Perience 3 (2010)
- My First Sex Teacher 20 (2010)
- My First Sex Teacher 21 (2010)
- My Friend's Hot Mom 20 (2010)
- My Friend's Hot Mom 23 (2010)
- Net Skirts 1.0 (2010)
- Official To Catch a Predator Parody 1 (2010)
- Official Wife Swap Parody (2010)
- Performers of the Year 2010 (2010)
- Pretty As They Cum 2 (2010)
- That Was No Routine Checkup (2010)
- There's No Place Like Mom 1 (2010)
- Tits Ahoy 10 (2010)
- To Protect and to Serve 1 (2010)
- To Protect and to Serve 2 (2010)
- White Bitch Sandwich 1 (2010)
- Women Seeking Women 59 (2010)
- Women Seeking Women 62 (2010)
- Ass Titans 6 (2011)
- Babysitters Gone Bad (2011)
- Big Boob Addicts (2011)
- Big Tit Whorror Flick (2011)
- Big Tits In Sports 6 (2011)
- Big Tits In Uniform 5 (2011)
- Charm School (2011)
- Cougar High 2 (2011)
- Cougar Safari (2011)
- Cougars Take It Black (2011)
- Couples Seeking Teens 7 (2011)
- Cruel MILF (2011)
- Divorcee 2: This Ain't the People's Court (2011)
- Double D Cup Cougars (2011)
- Face Fucking Inc. 11 (2011)
- Filthy Family 3 (2011)
- Final Fuck (2011)
- Girlfriends 3 (2011)
- Girls in White 2011 4 (2011)
- Group Discount (2011)
- Hard Anal Love (2011)
- Home Invasion (2011)
- Housewife 1 on 1 20 (2011)
- Hyper Spaz Tits Workout (2011)
- Internal Damnation 4 (2011)
- Interns 2 (2011)
- Intimate Things (2011)
- Is Your Mother Home 1 (2011)
- Jessica Drake's Guide to Wicked Sex: Female Masturbation (2011)
- Julia Ann (2011)
- Julia Ann Loves Girls (2011)
- Legends and Starlets 5 (2011)
- Lesbian Seductions 38 (2011)
- Mandingo: Hide Your Wives (2011)
- MILF Strap 2: Give Mommy Your Ass (2011)
- MILF Thing 7 (2011)
- MILFS Makin' Money (2011)
- Mommy Got Boobs 11 (2011)
- My Friend's Hot Mom 24 (2011)
- My Mother's Best Friend 4: Lost In Time (2011)
- My Personal Masseuse (2011)
- Naughty Office 23 (2011)
- Neighbor Affair 13 (2011)
- Office Seductions 2 (2011)
- Official Hogan Knows Best Parody (2011)
- Perfect Fit (2011)
- Poor Little Shyla 2 (2011)
- Pretty Sloppy 4 (2011)
- Real Housewives Of The San Fernando Valley: A XXX Parody (2011)
- Starstruck 1 (2011)
- Stepmother 4: Her Secret Past (2011)
- Stripper Diaries 2 (2011)
- Super Anal Cougars 2 (2011)
- Teach Me 1 (2011)
- Watching My Mommy Go Black 7 (2011)
- Wicked Digital Magazine 3 (2011)
- Women Seeking Women 74 (2011)
- Yeah I Fucked Your Mother 2 (2011)
- Afternoon Delight (2012)
- Ask Mommy (2012)
- Babe Buffet: All You Can Eat (2012)
- Beautiful Lesbians (2012)
- Big Tits In Sports 10 (2012)
- Big Titty Committee 2 (2012)
- Bra Busters 3 (2012)
- Breaking All Ties (2012)
- Come on Mom (2012)
- Cougars, Kittens And Cock 2 (2012)
- Dirty Masseur 1 (2012)
- Exchange Student 3 (2012)
- Fifty Shades of Grey: A XXX Adaptation (2012)
- Fuck My White Wife 4 (2012)
- Gangbanged 4 (2012)
- Girls in White 2012 2 (2012)
- Girls in White 2012 3 (2012)
- Hollywood Heartbreakers 2 (2012)
- Housewives Orgy (2012)
- Interracial Gloryhole Initiations 13 (2012)
- Interracial Pickups 6 (2012)
- Intimate Passions (2012)
- Jerk Off Instructions 41: Two Girls (2012)
- Jerk Off Instructions 47: Panty Fetish (2012)
- Kittens and Cougars 5 (2012)
- Lesbian Adventures: Older Women Younger Girls 2 (2012)
- Lesbian Hitchhiker 5 (2012)
- Lesbian House Hunters 7 (2012)
- Lesbian Psycho Dramas 10 (2012)
- Lesbian Sex 6 (2012)
- Lisa Ann Lesbian Milf Adventures: Mommy Needs Pussy Too (2012)
- Lisa Ann Vs. Julia Ann (2012)
- Mad About Blondes 2 (2012)
- Mandingo Massacre 4 (2012)
- Memoirs of a Call Girl (2012)
- Memoirs of a Call Girl 2 (2012)
- MILF on MILF (2012)
- MILF Soup 23 (2012)
- MILF-O-Licious (2012)
- MILFs Like It Big 12 (2012)
- Mom's Cuckold 8 (2012)
- Mother Lovers Society 7 (2012)
- Mother Lovers Society 8 (2012)
- My First Sex Teacher 30 (2012)
- My Friend's Hot Mom 30 (2012)
- My Mom Likes Girls (2012)
- Newswomen 1 (2012)
- Pill (2012)
- Please Make Me Lesbian 6 (2012)
- Pornstars Punishment 6 (2012)
- Pure MILF 1 (2012)
- Pussy Feast (2012)
- Real Wife Stories 12 (2012)
- Soccer Moms (2012)
- Strippers' Paradise (2012)
- Tappin' That White Ass 3 (2012)
- Thor XXX: A Porn Parody (2012)
- Titty Creampies 1 (2012)
- Tonight's Girlfriend 4 (2012)
- Tuna Helper (2012)
- Twisted Solos (2012)
- Wet Tits (2012)
- Women Seeking Women 87 (2012)
- Big Titty Committe 3 (2013)
- Divorcees (2013)
- Girlfriends 6 (2013)
- James Deen Bangs 'Em All (2013)
- Lesbian Hitchhiker 6 (2013)
- Lesbian Office Seductions 8 (2013)
- Lex is a Motherfucker (2013)
- MILFs Seeking Boys 4 (2013)
- Moms (2013)
- Mom's Black Fucking Diary 2 (2013)
- My Friend's Hot Mom 37 (2013)
- My Girlfriend's Mother 4 (2013)
- My Handiwork 4: God's Work (2013)
- Sex (2013)
- This Ain't Terminator XXX (2013)
- Who Needs Guys (2013)
- Women Seeking Women 91 (2013)